# Шатров, Виктор Степанович
Ви́ктор Степа́нович Шатров (15 ноября 1914, с. Сепыч ныне Верещагинского района Пермского края — 26 декабря 1984, пгт Малаховка, Московская область) — подполковник Советской Армии, участник Великой Отечественной войны, Герой Советского Союза (1944). Командир батальона 3-го гвардейского воздушно-десантного полка (1-я гвардейская воздушно-десантная дивизия, 37-я армия, Степной фронт).

## Биография
Родился 15 ноября 1914 года в селе Сепыч ныне Верещагинского района Пермского края в крестьянской семье. Русский. Окончил 7 классов, 2 курса сельскохозяйственной школы в Свердловске. Работал на Сепычевской машинно-тракторной станции (МТС). В 1936 году призван Верещагинским райвоенкоматом тогдашней Молотовской области. С 1936 по 1938 год проходил действительную срочную службу в армии на Дальнем Востоке, участвовал в Хасанских боях, за что был награждён орденом Красного Знамени. Повторно призван в 1940 году. Окончил курсы младших лейтенантов.
С октября 1941 года на фронтах Великой Отечественной войны, сражался на Западном, Северо-Западном, Степном (особо отличился в ходе Пятихатской наступательной операции по расширению плацдарма на западном берегу Днепра), 2-м и 3-м Украинском фронтах в воздушно-десантных войсках. Пять раз ранен.
С октября 1941 по март 1942 года был в боевом десантировании в тыл врага в ходе обороны Москвы и контрнаступлении под Москвой.
8 августа 1943 года во время боёв за деревню Чириково вместе батальоном первым в полку прорвал сильно укрепленную оборону противника (чем дал возможность полку прорвать оборону по всей ширине полосы наступления), и вывел из строя более 500 солдат и офицеров противника, уничтожил 20 огневых точек, захватил 6 орудий разного калибра, 5 станковых и 10 ручных пулемётов, около 50 винтовок. За этот бой В. С. Шатров был награждён орденом Александра Невского.
15 октября 1943 года батальон под его руководством прорвал оборону противника в районе села Мишурин Рог (Верхнеднепровский район Днепропетровской области), приступил к преследованию отступающего врага и, развивая наступление, первым ворвался 18 октября на восточную окраину железнодорожной станции Пятихатки Днепропетровской области, через сутки освободив город (захвачено большое количество пленных, боевой техники и железнодорожного подвижного состава), затем освободив село Анновка Кировоградской области юго-западнее города Жёлтые Воды, после отразил контрудар противника в районе населённого пункта Лозоватка в 18 км от города Кривой Рог. За отличие в этой операции В. С. Шатров был представлен к присвоению звания Героя Советского Союза.
Указом Президиума Верховного Совета СССР от 22 февраля 1944 года за умелое командование подразделением, мужество и героизм, проявленные в битве за Днепр, Шатрову Виктору Степановичу присвоено звание Героя Советского Союза с вручением ордена Ленина и медали «Золотая Звезда».
После очередного ранения последние месяцы войны сражался на 3-м Украинском фронте в 106-й гвардейской стрелковой дивизии 9-й гвардейской армии, участвовал в Венской наступательной операции (гвардии капитан В. С. Шатров со своим батальоном прорвал хорошо укреплённую полосу обороны противника глубиной до 6 км, овладел 16 марта 1945 года узлом обороны Чекберень, прорвал 2-ю линию обороны западнее Чекберень, уничтожил до роты пехоты противника и взял в плен до 150 немецких и венгерских солдат и офицеров), за которую был награждён орденом Красного Знамени, а затем в Пражской стратегической наступательной операции и освобождении чешского города Зноймо вблизи границы с Австрией.
После окончания войны продолжал службу в Вооружённых Силах. В 1949 году окончил Высшие офицерские курсы воздушно-десантных войск. С 1960 года подполковник В. С. Шатров — в запасе. Жил в Харькове, работал механиком в строительных организациях, затем переехал в пгт Малаховка Люберецкого района, работал заместителем директора Малаховского экспериментального завода (МЭЗ) по гражданской обороне. Скончался в Малаховке 26 декабря 1984 года.
Награждён орденом Ленина (22.02.1944), двумя орденами Красного Знамени (1938, 14.04.1945), орденами Александра Невского (31.08.1943), Красной Звезды, медалями.